# Kaphonigvogel

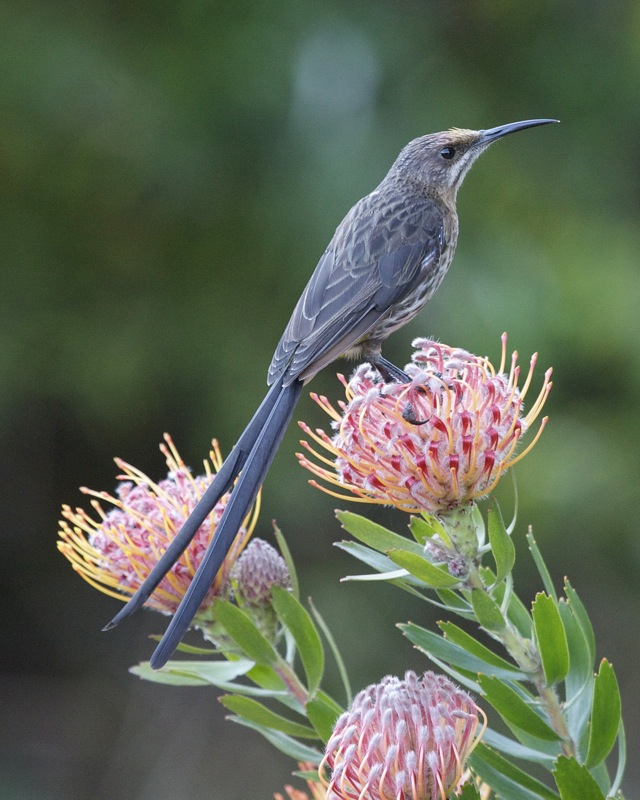

Der Kaphonigvogel (Promerops cafer), früher als Kaphonigfresser bezeichnet, ist ein südafrikanischer Singvogel aus der Familie der Honigvögel (Promeropidae).

## Merkmale
Der 22 bis 45 cm lange Kaphonigvogel ist ein schlanker Vogel mit langem Schnabel, einem langen Schwanz, der beim Männchen deutlich länger als bei Weibchen ist, zwei Drittel der Gesamtlänge ausmacht und die 23 cm Längenunterschied bedingt. Das Gefieder ist am Rücken braun gefärbt, der Bauch ist weiß mit braunen Flecken, der Steiß gelb.

## Vorkommen
Der Vogel bewohnt endemisch die Fynbos in der Kapregion in Südafrika.

## Verhalten
Der Kaphonigvogel erbeutet Wirbellose im Flug oder pickt sie von Blättern. Hauptsächlich ernährt er sich aber von Nektar, den er mit seinem langen Schnabel und der Zunge mit pinselartiger Spitze aus Blütenkelchen, vor allem die der Zuckerbüsche (Protea), sammelt. Wegen der in der Region herrschenden starken Winde hat der Vogel starke Krallen, um sich an den Blüten festzuhalten.

## Fortpflanzung
In der Paarungszeit von März bis August dienen Zuckerbüsche dem Männchen auch als Aussichtspunkt, von denen aus es singt und Rivalen seine Anwesenheit im Brutrevier anzuzeigen.
Außerdem liefern die Pflanzen das nötige Nistmaterial. Der Kaphonigfresser baut in geringer Höhe in Büschen ein schalenförmiges Nest aus Zweigen und anderen Pflanzenteilen.
Beim Balzritual flattert das Männchen mit hoch aufgestelltem Schwanz umher, klatscht mit den Flügeln und gibt metallisch klingende Töne von sich.